# Иван Чавдаров
Иван Стоичков Чавдаров е български офицер, генерал-майор.

## Биография
Роден е в кюстендилското село Лозно. Заедно с командвания от него двадесет и втори мотострелкови полк участва в потушаването на Пражката пролет в Чехословакия. След това учи две години в Генералщабната академия „Ворошилов“ в СССР. В периода октомври 1973 – септември 1981 е началник на Народната школа за запасни офицери „Христо Ботев“. Генерал-майор от 1978 г. Умира на 83-годишна възраст около 2013 – 2014 г.. Негова съпруга е първата жена-генерал в българската армия Полина Недялкова.